# Pioneer (submarino)
El Pioneer fue el primero de tres submarinos desarrollados de forma privada y pagados por Horace Lawson Hunley, James McClintock y Baxter Watson.

## Historial de servicio
Mientras la Armada de los Estados Unidos estaba construyendo su primer submarino, el USS Alligator, durante la guerra civil estadounidense a fines de 1861, los Confederados también lo estaban haciendo. Hunley, McClintock y Baxter Watson construyeron el Pioneer en Nueva Orleans, Luisiana. El Pioneer fue probado en febrero de 1862 en el río Misisipi, y más tarde fue remolcado al lago Pontchartrain para pruebas adicionales, pero el avance de la Unión hacia Nueva Orleans el mes siguiente llevó a los hombres a abandonar el desarrollo y hundir al Pioneer en el canal New Basin el 25 de abril de 1862. El equipo siguió con el American Diver, construido después de que se mudaron a Mobile, Alabama.
El Pioneer hundido fue reflotado y examinado por tropas de la Unión. El Times-Picayune de Nueva Orleans del 15 de febrero de 1868 informó que el Pioneer se había vendido como chatarra.
El submarino Bayou St. John, ahora en la colección del Museo del Estado de Luisiana, fue identificado erróneamente como Pioneer durante décadas. El submarino Bayou St. John y el Pioneer pueden haber sido sometidos a pruebas aproximadamente al mismo tiempo y la confusión entre los dos puede remontarse a relatos contemporáneos; no está claro cuál de los dos se construyó primero.
Un modelo de tamaño natural del Pioneer se puede ver y explorar en el Museo Marítimo de la Cuenca del Lago Pontchartrain, en Madisonville, Luisiana.

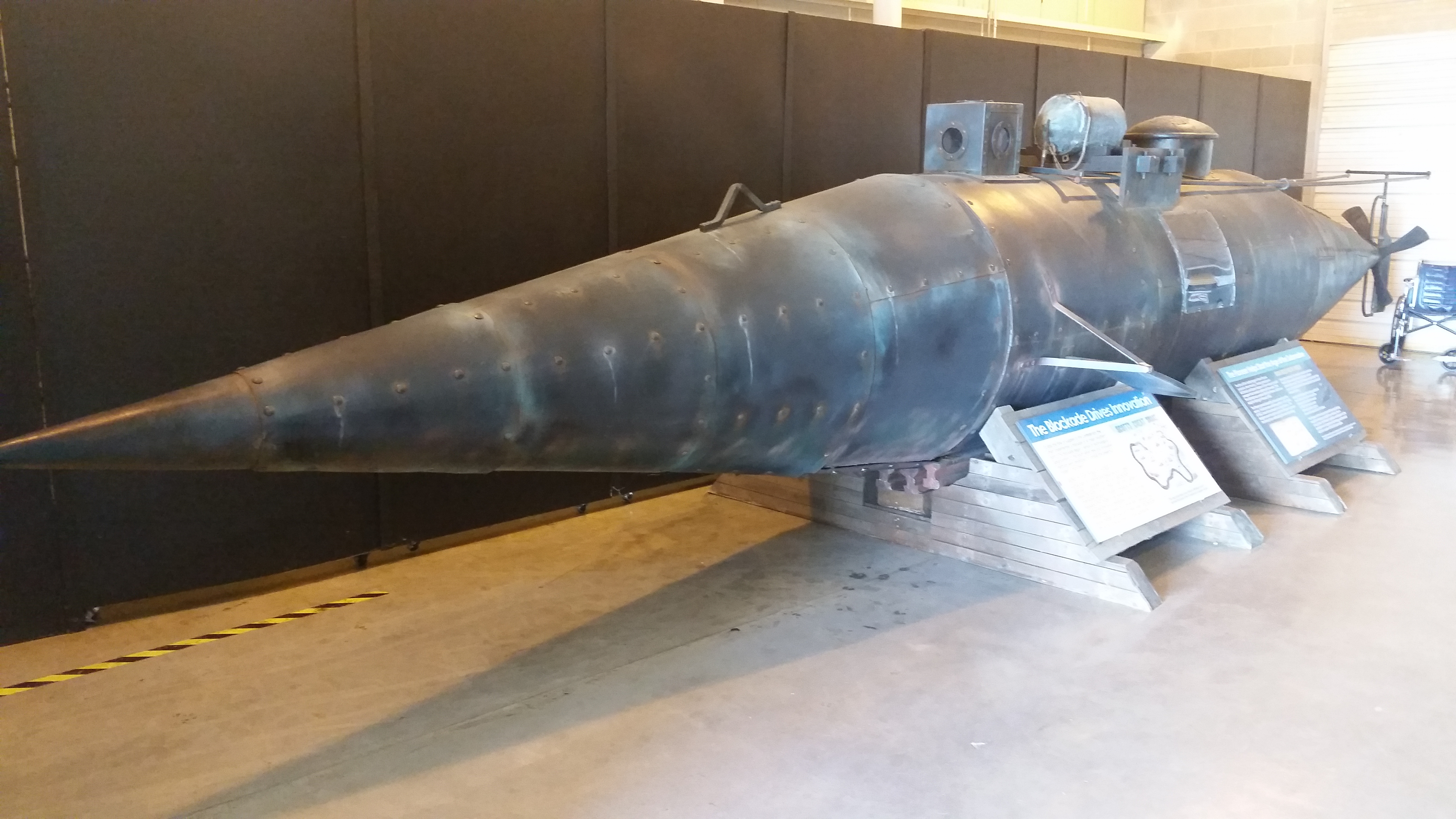
Réplica del Pioneer a gran escala en exhibición en el Centro de Conservación Warren Lasch.

## Enlaces
- Wikimedia Commons alberga una categoría multimedia sobre Pioneer.

- Datos: Q4181232
- Multimedia: Pioneer (submarine, 1862) / Q4181232